# Xã Menno, Quận Mifflin, Pennsylvania
Xã Menno (tiếng Anh: Menno Township) là một xã thuộc quận Mifflin, tiểu bang Pennsylvania, Hoa Kỳ. Năm 2010, dân số của xã này là 1.883 người.